# Risoba amabilis
Risoba amabilis är en fjärilsart som beskrevs av Walter Karl Johann Roepke 1938. Risoba amabilis ingår i släktet Risoba och familjen trågspinnare. Inga underarter finns listade.